# 山口洋司
山口 洋司（やまぐち ようじ、1975年6月12日 - ）は、日本の陸上競技選手。2003年6月の廃部までNEC陸上部に所属し、その後は2007年までHonda陸上競技部において活動した。
大阪府出身。大阪体育大学浪商高等学校を卒業後、明治大学に入学。大学時代は「それほど目立たなかった選手」であったが、NEC陸上部では全日本実業団対抗駅伝競走大会において3年連続で1区の日本人トップとなる。そして同年の第15回福岡国際クロスカントリー大会では、男子一般（10000m）において優勝（30分41秒）している。また2002年7月にフィンランドのタンペレにおいて開催された国際大会では、男子5000m（13分41秒31）および男子3000m（7分56秒03）において優勝している。Honda陸上競技部時代には、第46回東日本実業団対抗駅伝（2005年）において5区の区間新記録（28分50秒）を樹立。第62回びわ湖毎日マラソン（2007年3月4日開催）に出場し完走した。